# Nicolai Remberg
Nicolai Remberg (Rheine, 18 juni 2000) is een Duits voetballer die doorgaans als centrale middenvelder speelt. In 2023 maakte hij zijn debuut in het betaalde voetbal namens Holstein Kiel in de 2. Bundesliga. In juni 2025 maakte hij de overstap naar Hamburger SV.

## Clubloopbaan

### Jeugd
Remberg begon met voetballen bij Eintracht Rheine, waar hij alle jeugdelftallen doorliep. In 2018 maakte hij de overstap naar Preußen Münster. Daar startte hij in de onder-19, waarin hij op 11 augustus 2018 zijn debuut maakte tegen de leeftijdsgenoten van 1. FC Köln. In de met 2-1 verloren uitwedstrijd opende hij in de 19e minuut de score en maakte daarmee direct zijn eerste doelpunt voor zijn nieuwe club. Hij behield zijn basisplaats en kwam in de rest van het seizoen in alle wedstrijden in actie. In het daaropvolgende seizoen maakte hij de overstap naar de senioren

### Preußen Münster
In het seizoen 2019/20 speelde Remberg zijn eerste seniorenwedstrijd op 11 augustus 2019 voor het tweede elftal van Preußen Münster. In de uitwedstrijd tegen Hammer SpVg startte hij in de basis en speelde hij de volledige 90 minuten. Een week later maakte hij zijn eerste doelpunt in de met 1-3 verloren thuiswedstrijd tegen Sportfreunde Siegen. Gedurende het seizoen trainde hij regelmatig mee met de eerste selectie en maakte hij voldoende indruk om in het daaropvolgende seizoen (2020/21) aan de hoofdselectie te worden toegevoegd. In de zomer van 2020 tekende hij zijn eerste profcontract. Op 4 september 2020 maakte Remberg zijn debuut in het eerste elftal in de Regionalliga West, tijdens de uitwedstrijd tegen SV Rödinghausen. Hij viel vier minuten voor tijd in. Enkele weken later maakte hij zijn eerste doelpunt op het vierde niveau van Duitsland, in de met 1-1 gelijkgespeelde uitwedstrijd tegen Wuppertaler SV, waar hij in de 89e minuut de gelijkmaker scoorde. Na de winterstop groeide hij uit tot een vaste waarde in het team van trainer Sascha Hildmann en stond hij in de meeste wedstrijden in de basis. Zijn eerste seizoen bij de senioren werd bekroond met de overwinning in de Landespokal Westfalen, waarin Preußen Münster de finale met 1-0 won van Sportfreunde Lotte.
In het seizoen 2021/22 bleef Remberg een vaste waarde in het elftal van trainer Sascha Hildmann en miste hij slechts één wedstrijd, de thuiswedstrijd tegen  VfB Homberg, vanwege een schorsing. In februari 2021 verlengde hij zijn contract bij Preußen Münster. Lange tijd streden Münster en Rot-Weiss Essen om het kampioenschap, waarbij Münster uiteindelijk op doelsaldo als tweede eindigde. In het seizoen 2022/23 was Remberg met zeven doelpunten een belangrijke speler in het kampioenschap van Münster. Hij maakte de overstap naar Holstein Kiel in de zomer van 2023 en maakte daardoor de promotie naar de 3. Liga niet mee. Op 13 mei 2023 speelde hij zijn laatste wedstrijd voor Münster, een met 3-0 gewonnen thuisduel tegen Rot Weiss Ahlen, waarin hij in de 25e minuut de 2-0 scoorde en kort na rust de assist gaf voor de derde treffer.

### Holstein Kiel
Eind april 2023 tekende Remberg een contract voor drie jaar bij Holstein Kiel, waarmee hij tot medio 2026 aan de club verbonden werd. Op 30 juli 2023 maakte hij  in de 2. Bundesliga zijn debuut in de uitwedstrijd tegen Eintracht Braunschweig; trainer Marcel Rapp bracht hem in de 82e minuut in het veld voor Ba-Muaka Simakala. In de achtste speelronde stond hij voor het eerst in de basis tijdens de met 0-2 gewonnen uitwedstrijd tegen Karlsruher SC. In die wedstrijd gaf hij in de 24e minuut de assist op Benedikt Pichler voor de openingstreffer. Op 22 oktober 2023 maakte hij zijn eerste doelpunt voor de club in de met 1-3 gewonnen uitwedstrijd tegen Hansa Rostock. In de 56e minuut scoorde hij na een voorzet van Tom Rothe de 1-2. Na een blessure van aanvoerder Philipp Sander kreeg Remberg na de winterstop meer speelminuten. Holstein Kiel eindigde het seizoen 2023/24 op de tweede plaats en promoveerde daarmee voor het eerst in de clubgeschiedenis naar de Bundesliga.
Remberg kende een moeizaam seizoen 2024/25 met Holstein Kiel. Op 24 augustus 2024 speelde hij zijn eerste wedstrijd op het hoogste niveau, in de met 3-2 verloren uitwedstrijd tegen TSG 1899 Hoffenheim, waarin drie doelpunten van Andrej Kramarić de doorslag gaven. Na een aarzelende start veroverde hij begin november, tijdens de negende speelronde, een vaste basisplaats op het middenveld, die hij tot de winterstop niet meer afstond. Holstein Kiel ging de winterstop in op de zeventiende plaats en had in die periode 38 tegendoelpunten geïncasseerd, waarvan 18 in de eerste helft. Een negatief record in de geschiedenis van de Bundesliga. De club probeerde dit te verbeteren met de aankopen van David Zec en John Tolkin, maar dit ging niet ten koste van Remberg, die zijn basisplaats behield. Ondanks zijn inzet degradeerde Holstein Kiel aan het einde van het seizoen terug naar de 2. Bundesliga. Aan het einde van het seizoen maakte Remberg voor een bedrag van € 2,4 miljoen de overstap naar Hamburger SV, dat juist was gepromoveerd naar de Bundesliga.

### Hamburger SV
In de zomer van 2025 tekende Remberg een contract tot 2028 bij Hamburger SV.

## Clubstatistieken
| Seizoen                    | Club               | Competitie         | Competitie | Competitie | Beker | Beker | Internationaal | Internationaal | Overig | Overig | Totaal | Totaal |
| Seizoen                    | Club               | Competitie         | Wed.       | Dlp.       | Wed.  | Dlp.  | Wed.           | Dlp.           | Wed.   | Dlp.   | Wed.   | Dlp.   |
| -------------------------- | ------------------ | ------------------ | ---------- | ---------- | ----- | ----- | -------------- | -------------- | ------ | ------ | ------ | ------ |
| 2019/20                    | Preußen Münster II | Oberliga Westfalen | 20         | 8          | –     | –     | –              | –              | –      | –      | 20     | 8      |
| 2020/21                    | Preußen Münster    | Regionalliga West  | 38         | 3          | 2     | 0     | –              | –              | 3      | 1      | 43     | 4      |
| 2021/22                    | Preußen Münster    | Regionalliga West  | 37         | 5          | 7     | 1     | –              | –              | –      | –      | 44     | 6      |
| 2022/23                    | Preußen Münster    | Regionalliga West  | 31         | 7          | 2     | 0     | –              | –              | –      | –      | 33     | 7      |
| 2023/24                    | Holstein Kiel      | 2. Bundesliga      | 32         | 2          | 2     | 0     | –              | –              | –      | –      | 34     | 2      |
| 2024/25                    | Holstein Kiel      | Bundesliga         | 32         | 0          | 1     | 0     | –              | –              | –      | –      | 33     | 0      |
| 2025/26                    | Hamburger SV       | Bundesliga         | 0          | 0          | 0     | 0     | –              | –              | 0      | 0      | 0      | 0      |
| Carrière totaal            | Carrière totaal    | Carrière totaal    | 190        | 25         | 14 *  | 1     | –              | –              | 3 **   | 1      | 207    | 27     |
| Bijgewerkt tot 5 juli 2025 |                    |                    |            |            |       |       |                |                |        |        |        |        |

* In het seizoen 2020/21 speelde Remberg twee wedstrijden voor Preußen Münster in de Westfalenpokal. In het seizoen 2021/22 kwam hij vijf keer in actie in dit bekertoernooi, gevolgd door nogmaals twee wedstrijden in het seizoen 2022/23.
** In het seizoen 2020/21 kwam Remberg, als speler van het eerste elftal, drie keer in actie voor het tweede elftal van Preußen Münster, dat toen uitkwam in de Oberliga Westfalen Oberliga Westfalen.

## Persoonlijk
Remberg heeft als bijnaam "Rambo", een bijnaam die hij kreeg tijdens zijn jeugdjaren van een van zijn coaches.

## Erelijst
| Winnaar Landespokal Westfalen | 1x | 2020/21 |
| Kampioen Regionalliga West    | 1x | 2022/23 |